# Albufeira
Albufeira je město v Portugalsku. Nachází se v regionu Algarve 250 km jihovýchodně od Lisabonu. Město má 13 646 obyvatel a celá jeho správní oblast (concelho) 40 828 obyvatel. Albufeira je významným turistickým resortem na pobřeží Atlantiku a v sezóně má až tři sta tisíc návštěvníků.

## Historie
V období Římské říše bylo sídlo známé jako Baltum, současný název pochází z maurského Al-buhera (Hrad u moře). Významnou památkou je středověká pevnost v Paderne. Albufeira byla málo významnou rybářskou vesnicí až do šedesátých let dvacátého století, kdy zde začaly růst hotely a zábavní podniky pro rekreanty. V roce 1986 byla Albufeira povýšena na město.

## Partnerská města
- Dunfermline, Spojené království